# EuroLeague Women 2019-2020
L'Eurolega di pallacanestro femminile 2019-2020 è stata la ventinovesima edizione della massima competizione europea per club.
Il 16 giugno 2020 FIBA Europe ha annullato la stagione per la pandemia di COVID-19.

## Regolamento
Le 16 squadre partecipanti alla stagione regolare sono divise in due gironi da 8, con partite di andata e ritorno per un totale di 14 giornate.
Le prime 4 di ogni girone si qualificano ai play-off dei quarti di finale che si disputano al meglio delle 3 partite; le quinte e seste classificate si qualificano ai quarti di finale di EuroCup Women. Le vincenti dei quarti di finale si qualificano per la Final Four.

## Squadre partecipanti
Le squadre che partecipano alla competizione sono diciannove da undici paesi, di cui tredici accedono direttamente alla regular season e sei che vi accedono da un turno preliminare, con partite di andata e ritorno. Le squadre perdenti il turno di qualificazione accedono all'EuroCup Women.
| Nazione                 | Numero         | Squadre (posizione in classifica nel proprio campionato 2018–2019) | Squadre (posizione in classifica nel proprio campionato 2018–2019) | Squadre (posizione in classifica nel proprio campionato 2018–2019) | Squadre (posizione in classifica nel proprio campionato 2018–2019) | Squadre (posizione in classifica nel proprio campionato 2018–2019) |
| Regular season          | Regular season | Regular season                                                     | Regular season                                                     | Regular season                                                     |                                                                    |                                                                    |
| ----------------------- | -------------- | ------------------------------------------------------------------ | ------------------------------------------------------------------ | ------------------------------------------------------------------ | ------------------------------------------------------------------ | ------------------------------------------------------------------ |
| Russia                  | 3              | UMMC Ekaterinburg (campione)                                       | Dinamo Kursk (seconda)                                             | Nadezhda Orenburg (terza)                                          |                                                                    |                                                                    |
| Francia                 | 2              | LDLC ASVEL Lyon (campione)                                         | Bourges Basket (terza)                                             |                                                                    |                                                                    |                                                                    |
| Turchia                 | 2              | Fenerbahçe (campione)                                              | Gelecek Koleji Çukurova (seconda)                                  |                                                                    |                                                                    |                                                                    |
| Belgio                  | 1              | Castors Braine (campione)                                          |                                                                    |                                                                    |                                                                    |                                                                    |
| Italia                  | 1              | Beretta Famila Schio (campione)                                    |                                                                    |                                                                    |                                                                    |                                                                    |
| Lettonia                | 1              | TTT Rīga (campione)                                                |                                                                    |                                                                    |                                                                    |                                                                    |
| Repubblica Ceca         | 1              | USK Praga (campione)                                               |                                                                    |                                                                    |                                                                    |                                                                    |
| Spagna                  | 1              | Spar Citylift Girona (campione)                                    |                                                                    |                                                                    |                                                                    |                                                                    |
| Ungheria                | 1              | Sopron Basket (campione)                                           |                                                                    |                                                                    |                                                                    |                                                                    |
| Turno di qualificazione |                |                                                                    |                                                                    |                                                                    |                                                                    |                                                                    |
| Francia                 | 1              | BLMA (seconda)                                                     |                                                                    |                                                                    |                                                                    |                                                                    |
| Grecia                  | 1              | Olympiakos (campione)                                              |                                                                    |                                                                    |                                                                    |                                                                    |
| Italia                  | 1              | Umana Reyer Venezia (terza)                                        |                                                                    |                                                                    |                                                                    |                                                                    |
| Polonia                 | 1              | Arka Gdynia (terza)                                                |                                                                    |                                                                    |                                                                    |                                                                    |
| Turchia                 | 1              | Botaş SK (terza)                                                   |                                                                    |                                                                    |                                                                    |                                                                    |
| Ungheria                | 1              | DVTK Miskolc (seconda)                                             |                                                                    |                                                                    |                                                                    |                                                                    |

Legenda:
      detentore;       finalista.

## Turno di qualificazione
Le partite di andata si sono giocate il 25 settembre, quelle di ritorno il 2 ottobre 2019.
| Squadra 1    | Totale    | Squadra 2           | Andata  | Ritorno |
| ------------ | --------- | ------------------- | ------- | ------- |
| Botaş SK     | 147 - 172 | Arka Gdynia         | 72 - 88 | 75 - 84 |
| Olympiakos   | 130 - 152 | BLMA                | 63 - 66 | 67 - 86 |
| DVTK Miskolc | 153 - 156 | Umana Reyer Venezia | 85 - 75 | 68 - 81 |

## Regular season
Le partite si disputano dal 16 ottobre 2019 al 26 febbraio 2020.

### Gruppo A
Classifica
|    | Squadra                 | P.ti | G  | V  | P  | PF   | PS   | DP   |
| -- | ----------------------- | ---- | -- | -- | -- | ---- | ---- | ---- |
| 1. | UMMC Ekaterinburg       | 27   | 14 | 13 | 1  | 1258 | 853  | +405 |
| 2. | USK Praga               | 26   | 14 | 12 | 2  | 1199 | 846  | +353 |
| 3. | Nadezhda Orenburg       | 23   | 14 | 9  | 5  | 938  | 911  | +27  |
| 4. | Bourges Basket          | 22   | 14 | 8  | 6  | 969  | 961  | +8   |
| 5. | Umana Reyer Venezia     | 19   | 14 | 5  | 9  | 800  | 961  | -161 |
| 6. | Castors Braine          | 17   | 14 | 3  | 11 | 924  | 1073 | -149 |
| 7. | Gelecek Koleji Çukurova | 17   | 14 | 3  | 11 | 787  | 1177 | -390 |
| 8. | TTT Rīga                | 16   | 14 | 3  | 11 | 866  | 959  | -93  |

Legenda:
      qualificate ai quarti di finale;       ammesse ai quarti di EuroCup Women.

1. ↑  Un punto di penalizzazione

Risultati
| EKA    | PRA    | NAD   | BOU   | VEN   | CAB    | CUK    | RIG   |
| ------ | ------ | ----- | ----- | ----- | ------ | ------ | ----- |
|        | 88-65  | 89-67 | 86-47 | 97-44 | 101-73 | 112-37 | 87-67 |
| 67-74  |        | 87-63 | 82-64 | 89-57 | 102-62 | 82-28  | 98-48 |
| 50-71  | 67-86  |       | 74-65 | 78-51 | 62-55  | 74-64  | 69-61 |
| 51-87  | 64-93  | 66-57 |       | 68-45 | 80-59  | 92-62  | 79-75 |
| 61-86  | 50-77  | 61-63 | 73-63 |       | 58-75  | 70-61  | 20-0  |
| 79-87  | 65-89  | 47-80 | 63-72 | 58-61 |        | 90-59  | 76-71 |
| 56-112 | 50-109 | 53-69 | 50-88 | 86-81 | 70-60  |        | 60-55 |
| 89-81  | 66-73  | 55-65 | 55-70 | 60-68 | 81-62  | 83-51  |       |

### Calendario
| Andata (1ª) | Andata (1ª) | Prima giornata                   | Ritorno (8ª) | Ritorno (8ª) |
|             |             |                                  |              |              |
| 16 ott.     | 66-73       | TTT Riga-ZVVZ USK Praga          | 48-98        | 18 dic.      |
| 16 ott.     | 73-63       | Reyer Venezia-Bourges Basket     | 45-68        | 18 dic.      |
| 16 ott.     | 79-87       | Castors Braine-UMMC Ekaterinburg | 73-101       | 18 dic.      |
| 17 ott.     | 53-69       | Gelecek Koleji Cukurova-Nadezhda | 64-74        | 18 dic.      |

| Andata (2ª) | Andata (2ª) | Seconda giornata                      | Ritorno (9ª) | Ritorno (9ª) |
|             |             |                                       |              |              |
| 23 ott.     | 89-67       | UMMC Ekaterinburg-Nadezhda            | 71-50        | 8 gen.       |
| 23 ott.     | 86-81       | Gelecek Koleji Cukurova-Reyer Venezia | 61-70        | 8 gen.       |
| 23 ott.     | 76-71       | Castors Braine-TTT Riga               | 62-81        | 8 gen.       |
| 23 ott.     | 64-93       | Bourges Basket-ZVVZ USK Praga         | 64-82        | 8 gen.       |

| Andata (3ª) | Andata (3ª) | Terza giornata                         | Ritorno (10ª) | Ritorno (10ª) |
|             |             |                                        |               |               |
| 30 ott.     | 55-70       | TTT Riga-Bourges Basket                | 75-79         | 15 gen.       |
| 30 ott.     | 82-28       | ZVVZ USK Praga-Gelecek Koleji Cukurova | 109-50        | 15 gen.       |
| 30 ott.     | 61-86       | Reyer Venezia-UMMC Ekaterinburg        | 44-97         | 15 gen.       |
| 31 ott.     | 62-55       | Nadezhda-Castors Braine                | 80-47         | 15 gen.       |

| Andata (4ª) | Andata (4ª) | Quarta giornata                  | Ritorno (11ª) | Ritorno (11ª) |
|             |             |                                  |               |               |
| 6 nov.      | 78-51       | Nadezhda-Reyer Venezia           | 63-61         | 22 gen.       |
| 6 nov.      | 60-55       | Gelecek Koleji Cukurova-TTT Riga | 51-83         | 22 gen.       |
| 6 nov.      | 63-72       | Castors Braine-Bourges Basket    | 59-80         | 22 gen.       |
| 6 nov.      | 67-74       | ZVVZ USK Praga-UMMC Ekaterinburg | 65-88         | 22 gen.       |

| Andata (5ª) | Andata (5ª) | Quinta giornata                        | Ritorno (12ª) | Ritorno (12ª) |
|             |             |                                        |               |               |
| 27 nov.     | 89-81       | TTT Riga-UMMC Ekaterinburg             | 67-87         | 28 gen.       |
| 27 nov.     | 87-63       | ZVVZ USK Praga-Nadezhda                | 86-67         | 28 gen.       |
| 27 nov.     | 58-75       | Reyer Venezia-Castors Braine           | 61-58         | 28 gen.       |
| 27 nov.     | 92-62       | Bourges Basket-Gelecek Koleji Cukurova | 88-50         | 28 gen.       |

| Andata (6ª) | Andata (6ª) | Sesta giornata                         | Ritorno (13ª) | Ritorno (13ª) |
|             |             |                                        |               |               |
| 4 dic.      | 69-61       | Nadezhda-TTT Riga                      | 65-55         | 19 feb.       |
| 4 dic.      | 86-47       | UMMC Ekaterinburg-Bourges Basket       | 87-51         | 19 feb.       |
| 4 dic.      | 90-59       | Castors Braine-Gelecek Koleji Cukurova | 60-70         | 19 feb.       |
| 4 dic.      | 50-77       | Reyer Venezia-ZVVZ USK Praga           | 57-89         | 19 feb.       |

| \| Andata (7ª) \| Andata (7ª) \| Settima giornata \| Ritorno (14ª) \| Ritorno (14ª) \| \| \| \| \| \| \| \| 11 dic. \| 56-112 \| Gelecek Koleji Cukurova-UMMC Ekaterinburg \| 37-112 \| 26 feb. \| \| 11 dic. \| 60-68 \| TTT Riga-Reyer Venezia \| 0-20[4] \| 26 feb. \| \| 11 dic. \| 102-62 \| ZVVZ USK Praga-Castors Braine \| 89-65 \| 26 feb. \| \| 11 dic. \| 66-57 \| Bourges Basket-Nadezhda \| 65-74 \| 26 feb. \| |             |                                           |               |               |
| Andata (7ª) | Andata (7ª) | Settima giornata                          | Ritorno (14ª) | Ritorno (14ª) |
| |             |                                           |               |               |
| 11 dic. | 56-112      | Gelecek Koleji Cukurova-UMMC Ekaterinburg | 37-112        | 26 feb.       |
| 11 dic. | 60-68       | TTT Riga-Reyer Venezia                    | 0-20          | 26 feb.       |
| 11 dic. | 102-62      | ZVVZ USK Praga-Castors Braine             | 89-65         | 26 feb.       |
| 11 dic. | 66-57       | Bourges Basket-Nadezhda                   | 65-74         | 26 feb.       |

### Gruppo B
Classifica
|    | Squadra              | P.ti | G  | V  | P  | PF   | PS   | DP   |
| -- | -------------------- | ---- | -- | -- | -- | ---- | ---- | ---- |
| 1. | Fenerbahçe           | 25   | 14 | 11 | 3  | 1003 | 838  | +165 |
| 2. | LDLC ASVEL Lyon      | 22   | 14 | 8  | 6  | 1020 | 984  | +36  |
| 3. | Beretta Famila Schio | 22   | 14 | 8  | 6  | 794  | 793  | +1   |
| 4. | BLMA                 | 21   | 14 | 7  | 7  | 969  | 980  | -11  |
| 5. | Dinamo Kursk         | 21   | 14 | 7  | 7  | 957  | 993  | -36  |
| 6. | Spar Citylift Girona | 20   | 14 | 6  | 8  | 904  | 913  | -9   |
| 7. | Sopron Basket        | 19   | 14 | 6  | 8  | 803  | 846  | -43  |
| 8. | Arka Gdynia          | 17   | 14 | 3  | 11 | 926  | 1029 | -103 |

Legenda:
      qualificate ai quarti di finale;       ammesse ai quarti di EuroCup Women.

1. ↑  Un punto di penalizzazione

Risultati
| FEN   | LYO   | SCH   | BLA   | KUR   | GIR   | SOP   | GDY   |
| ----- | ----- | ----- | ----- | ----- | ----- | ----- | ----- |
|       | 82-67 | 58-43 | 74-58 | 76-55 | 86-82 | 70-52 | 68-48 |
| 78-65 |       | 85-48 | 78-77 | 84-59 | 89-67 | 62-59 | 71-87 |
| 54-75 | 69-59 |       | 65-60 | 70-53 | 58-55 | 20-0  | 51-47 |
| 76-74 | 80-73 | 60-73 |       | 76-64 | 45-57 | 53-66 | 85-79 |
| 54-73 | 79-64 | 70-65 | 78-90 |       | 76-64 | 78-47 | 64-58 |
| 57-62 | 63-65 | 65-53 | 56-55 | 79-61 |       | 64-58 | 70-68 |
| 62-60 | 67-53 | 59-51 | 70-77 | 61-74 | 66-56 |       | 59-61 |
| 52-80 | 82-92 | 47-74 | 73-77 | 86-92 | 71-69 | 67-77 |       |

### Calendario
| Andata (1ª) | Andata (1ª) | Prima giornata                              | Ritorno (8ª) | Ritorno (8ª) |
|             |             |                                             |              |              |
| 16 ott.     | 79-64       | Dynamo Kursk-LDLC ASVEL Lyon                | 59-84        | 18 dic.      |
| 16 ott.     | 86-82       | Fenerbahce Oznur Kablo-Spar Citylift Girona | 62-57        | 19 dic.      |
| 16 ott.     | 53-66       | BLMA-Sopron Basket                          | 77-70        | 18 dic.      |
| 17 ott.     | 51-47       | Famila Schio-Arka Gdynia                    | 74-47        | 18 dic.      |

| Andata (2ª) | Andata (2ª) | Seconda giornata                     | Ritorno (9ª) | Ritorno (9ª) |
|             |             |                                      |              |              |
| 23 ott.     | 73-77       | Arka Gdynia-BLMA                     | 79-85        | 8 gen.       |
| 23 ott.     | 70-65       | Dynamo Kursk-Famila Schio            | 53-70        | 8 gen.       |
| 24 ott.     | 62-60       | Sopron Basket-Fenerbahce Oznur Kablo | 52-70        | 8 gen.       |
| 24 ott.     | 89-67       | LDLC ASVEL Lyon-Spar Citylift Girona | 65-63        | 9 gen.       |

| Andata (3ª) | Andata (3ª) | Terza giornata                     | Ritorno (10ª) | Ritorno (10ª) |
|             |             |                                    |               |               |
| 30 ott.     | 68-48       | Fenerbahce Oznur Kablo-Arka Gdynia | 80-52         | 15 gen.       |
| 30 ott.     | 76-64       | BLMA-Dynamo Kursk                  | 90-78         | 15 gen.       |
| 31 ott.     | 64-58       | Spar Citylift Girona-Sopron Basket | 56-66         | 16 gen.       |
| 31 ott.     | 69-59       | Famila Schio-LDLC ASVEL Lyon       | 48-85         | 16 gen.       |

| Andata (4ª) | Andata (4ª) | Quarta giornata                     | Ritorno (11ª) | Ritorno (11ª) |
|             |             |                                     |               |               |
| 6 nov.      | 54-73       | Dynamo Kursk-Fenerbahce Oznur Kablo | 55-76         | 22 gen.       |
| 6 nov.      | 62-59       | LDLC ASVEL Lyon-Sopron Basket       | 53-67         | 22 gen.       |
| 6 nov.      | 65-60       | Famila Schio-BLMA                   | 73-60         | 22 gen.       |
| 7 nov.      | 71-69       | Arka Gdynia-Spar Citylift Girona    | 68-70         | 23 gen.       |

| Andata (5ª) | Andata (5ª) | Quinta giornata                     | Ritorno (12ª) | Ritorno (12ª) |
|             |             |                                     |               |               |
| 27 nov.     | 58-43       | Fenerbahce Oznur Kablo-Famila Schio | 75-54         | 28 gen.       |
| 27 nov.     | 80-73       | BLMA-LDLC ASVEL Lyon                | 77-78         | 28 gen.       |
| 27 nov.     | 79-61       | Spar Citylift Girona-Dynamo Kursk   | 64-76         | 28 gen.       |
| 28 nov.     | 59-61       | Sopron Basket-Arka Gdynia           | 77-67         | 28 gen.       |

| Andata (6ª) | Andata (6ª) | Sesta giornata                    | Ritorno (13ª) | Ritorno (13ª) |
|             |             |                                   |               |               |
| 4 dic.      | 78-47       | Dynamo Kursk-Sopron Basket        | 74-61         | 20 feb.       |
| 4 dic.      | 76-74       | BLMA-Fenerbahce Oznur Kablo       | 58-74         | 19 feb.       |
| 5 dic.      | 71-87       | LDLC ASVEL Lyon-Arka Gdynia       | 92-82         | 20 feb.       |
| 5 dic.      | 58-55       | Famila Schio-Spar Citylift Girona | 53-65         | 20 feb.       |

| \| Andata (7ª) \| Andata (7ª) \| Settima giornata \| Ritorno (14ª) \| Ritorno (14ª) \| \| \| \| \| \| \| \| 11 dic. \| 82-67 \| Fenerbahce Oznur Kablo-LDLC ASVEL Lyon \| 65-78 \| 26 feb. \| \| 11 dic. \| 86-92 \| Arka Gdynia-Dynamo Kursk \| 58-64 \| 26 feb. \| \| 12 dic. \| 59-51 \| Sopron Basket-Famila Schio \| 0-20[4] \| 26 feb. \| \| 12 dic. \| 56-55 \| Spar Citylift Girona-BLMA \| 57-45 \| 26 feb. \| |             |                                        |               |               |
| Andata (7ª) | Andata (7ª) | Settima giornata                       | Ritorno (14ª) | Ritorno (14ª) |
| |             |                                        |               |               |
| 11 dic. | 82-67       | Fenerbahce Oznur Kablo-LDLC ASVEL Lyon | 65-78         | 26 feb.       |
| 11 dic. | 86-92       | Arka Gdynia-Dynamo Kursk               | 58-64         | 26 feb.       |
| 12 dic. | 59-51       | Sopron Basket-Famila Schio             | 0-20          | 26 feb.       |
| 12 dic. | 56-55       | Spar Citylift Girona-BLMA              | 57-45         | 26 feb.       |

## Fase a eliminazione diretta

### Quarti di finale
Le uniche partite si sono disputate l'11 marzo 2020.
| Squadra 1         | Totale    | Squadra 2            | Gara 1 | Gara 2 | Gara 3 |
| ----------------- | --------- | -------------------- | ------ | ------ | ------ |
| UMMC Ekaterinburg | annullata | BLMA                 | -      | -      | -      |
| LDLC ASVEL Lyon   | annullata | Nadezhda Orenburg    | 78-80  | -      | -      |
| USK Praga         | annullata | Beretta Famila Schio | -      | -      | -      |
| Fenerbahçe        | annullata | Bourges Basket       | 84-75  | -      | -      |